# خوسيه دي سان مارتين
خوسيه دي سان مارتين (بالإسبانية: José de San Martín)‏ ‏ (25 فبراير 1778 – 17 أغسطس 1850) المحرر الأمريكي الجنوبي. هو جنرال أرجنتيني وساعد في استقلال الأرجنتين عام 1821 وكان رئيس بيرو الأول (1821 - 1822).
ولد في يابيو في الأرجنتين بمقاطعة كورينيز على نهر الأوروغواي، وكان أبوه نقيبا في الجيش الإسباني وذهب خوسيه في شبابه إلى مدريد ليتعلم الجندية، وكان قد خدم في الحروب ضد المغاربة ونابليون وكانت قيادته المميزة في معركة بايلن قد رقته لرتبة مقدم.
في سنة 1812 قدم خدماته لحكومة بوينس آيرس لاستقلال الأرجنتين وإجلاء القوات الملكية عنها. وعين عام 1814 في قيادة الجيش الثوري الذي كان يهاجم الملكيين في حدود البيرو، ولكنه استقال بعدها بوقت قصير لأنه أدرك أنه لكي تنجح الثورة عليه أولا طرد الإسبان من تشيلي وبعدها ينظم حملة ضد مراكز القوة الإسبانية في البيرو، استطاع أن يثبت نفسه في مندوزا حيث حضر لغزو تشيلي.
قام بمساعدة برناردو أوهيغينز في تجنيد الوطنيين التشيليين الذين فروا عبر الجبال بعد هزيمتهم في رانكاغوا، وحاول أن يضم الأرجنتين إلى جانبه، وبعد سنتين نجح في جمع جيش مدرب من التشيليين والأرجنتينيين وجمع المواد اللازمة لعبور الأنديز. في يناير 1817 انطلق في مغامرته، وبسرعة تحركاته وحيله الذكية تجنب المعارضة، وفي فبراير 1817 كون جيشا قوامه نحو ثلاثة آلاف من المشاة وألف من الخيالة بالإضافة للمدفعية وقوافل المتاع، عبر به جبال الأنديز المقفرة والوعرة وفي ممرات ترتفع خمسة آلاف متر عن سطح البحر في مسعى لتحرير تشيلي وهذا ما تحقق له بعد هزيمة الجيش الإسباني في معركة تشاكابوكو في 12 فبراير 1817 فأعيد إنشاء الحكومة الوطنية في سانتياغو تحت حكم برناردو أوهيغينز بينما حضر سان مارتين نفسه لغزو البيرو، وقاد جيشا تشيليا ضد قوة جديدة من الملكيين وانتصر في معركة مايبو في أبريل 1818 فأمن استقلال تشيلي.
تركه هذا حرا لينظم حملة ضد البيرو، وساعده أوهيغينز والحكومة الأرجنتينية فاستطاع تأمين العدد المطلوب من الجيش والأساطيل. وانطلق في أغسطس 1820، وحطت قواته بعد وقت قصير في بيسكو حيث أراد أن يدخل في مفاوضات مع نائب الملك في ليما. وهنا أمضى عدة أشهر دون قتال على أمل أن إظهار القوة وتأثير الوجدان الشعبي سيقود إلى انسحاب سلمي للإسبان. ثم في يوليو 1821 قام الإسبان بإخلاء ليما ودخلها سان مارتين وأصبح قائد البيرو وأعلن استقلالها واتخذ منصب الحامي. لكن منصبه لم يكن مؤمنا. فلم يهزم الحزب الملكي بشكل حاسم ونظم عدة انتفاضات في الدواخل، وأحرج سان مارتين بسبب الغيرة التي أشعلتها سلطته بين الوطنيين، وكذلك بسبب التنافس مع بوليفار الذي وصل مع جيشه في الحدود الشمالية للبيرو. ترك سان مارتين السلطة بعدها بسنة واحدة فقط في 10 سبتمبر 1822 وترك البلاد بعدها.
أمضى وقتا قصيرا في الأرجنتين وتشيلي، ولكن أعداءه العديدين وجهوا الشعور الوطني ضده، وقام العديدون بعدة محاولات لإشراكه معهم في المؤامرات السياسية. ماتت زوجته بعدها بسنة 1823 في بونس آيرس وبعد نشوب الحرب الأهلية في مقاطعات الأنديز توجه إلى فرنسا مع ابنته الصغيرة ميرسيديس بعد فشل مساعيه بأن يعيش حياته الخاصة بسلام، وتوفي فيها في مدينة بولوني تحت فقر مدقع يوم 17 أغسطس 1850.
فعل سان مارتين أكثر مما فعله أي رجل آخر من أجل قضية استقلال الأرجنتين وتشيلي والبيرو. ولم يكن جنديا بارعا فحسب؛ فقد أدرك بأن استقلال كل دولة يمكن أن يكون مضمونا فقط بتعاون كلمنها مع بعضها، وقد أظهر نفسه كسياسي صادق وبعيد النظر في المثابرة التي نفذ بها وجهات نظره.